# Glaucosoma
Glaucosoma är ett släkte av fiskar. Glaucosoma ingår i familjen Glaucosomatidae.
Arterna förekommer i östra Indiska oceanen och västra Stilla havet, främst kring Japan och Australien. De största exemplaren blir 90 cm långa. Det vetenskapliga namnet är bildat av de grekiska orden glaukos (vitaktig, ljusblå) och soma (kropp).
Glaucosoma är enda släktet i familjen Glaucosomatidae.
Arter enligt Catalogue of Life:
- Glaucosoma buergeri
- Glaucosoma hebraicum
- Glaucosoma magnificum
- Glaucosoma scapulare